# Praia Grande (Ubatuba)

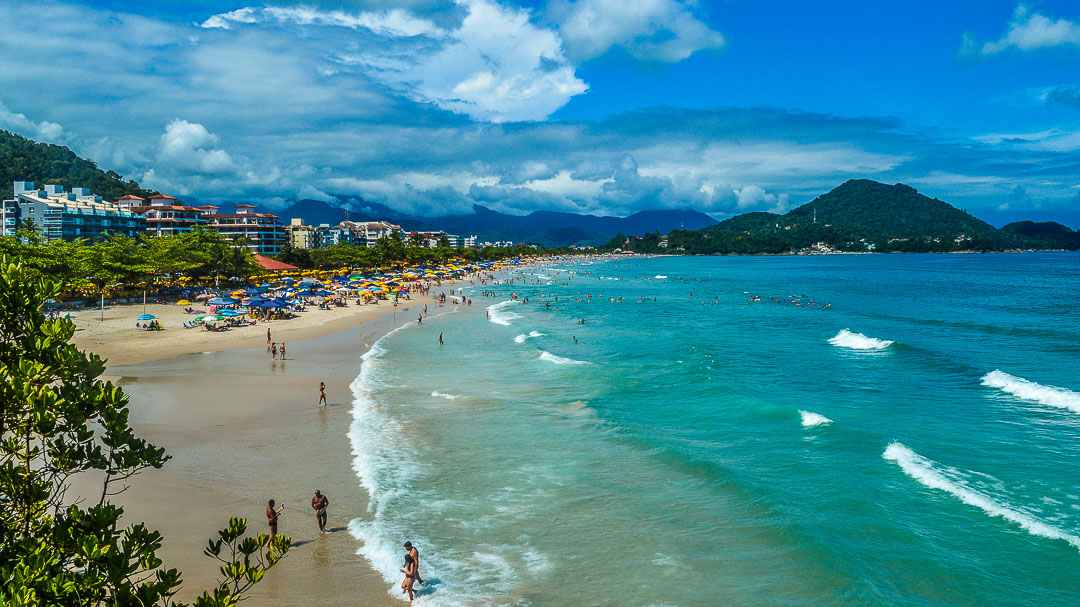
Vista da praia a partir do Mirante entre ela e a Praia das Toninhas

Praia Grande é uma praia situada na cidade de Ubatuba, no estado de São Paulo, localizada próximo a região central da cidade, sendo uma das mais visitadas do litoral norte de São Paulo, não só durante o verão e alta temporada, pois no outono e no inverno as altas ondas no canto esquerdo da Praia Grande atraem os praticantes do surf.

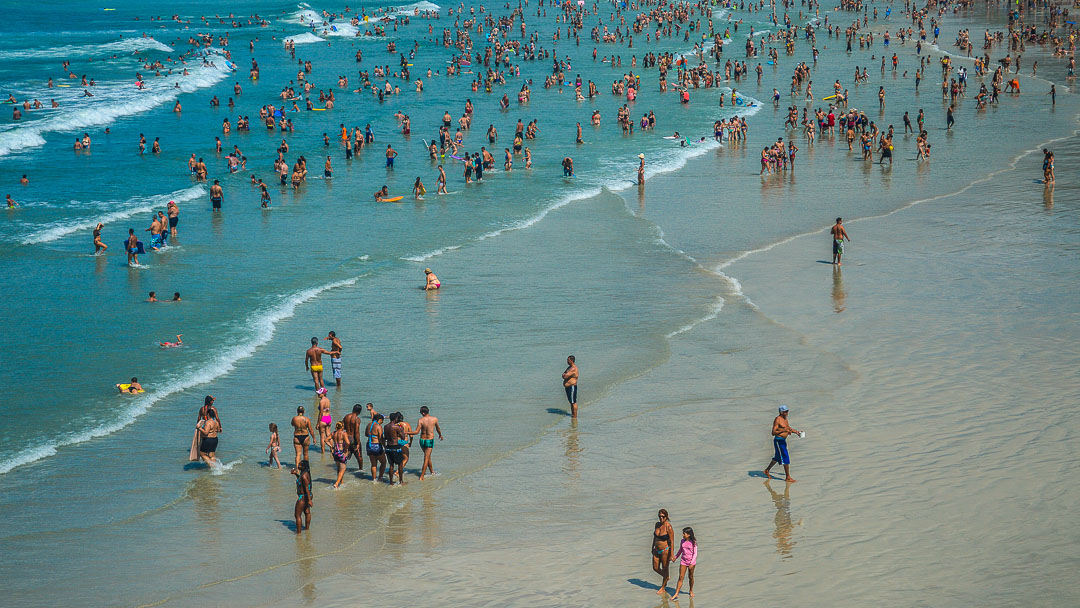
Em dias de verão a praia recebe milhares de turistas

Seu acesso está ao longo de toda a extensão, nos dois lados da rodovia Rio-Santos. A praia conta com estacionamento privativo e locais de tarifa zona Azul.
Com infraestrutura a Praia Grande conta com quiosques, ao longo da sua extensa faixa de areia batida, atraindo inúmeros de turistas. 

Ao seu redor é possível encontrar variados tipos de comércios que ficam localizados na região aos viajantes que visitam Praia Grande e as demais praias da cidade de Ubatuba. Há um acesso para Praia do Tenório pelo lado esquerdo da Praia Grande. 

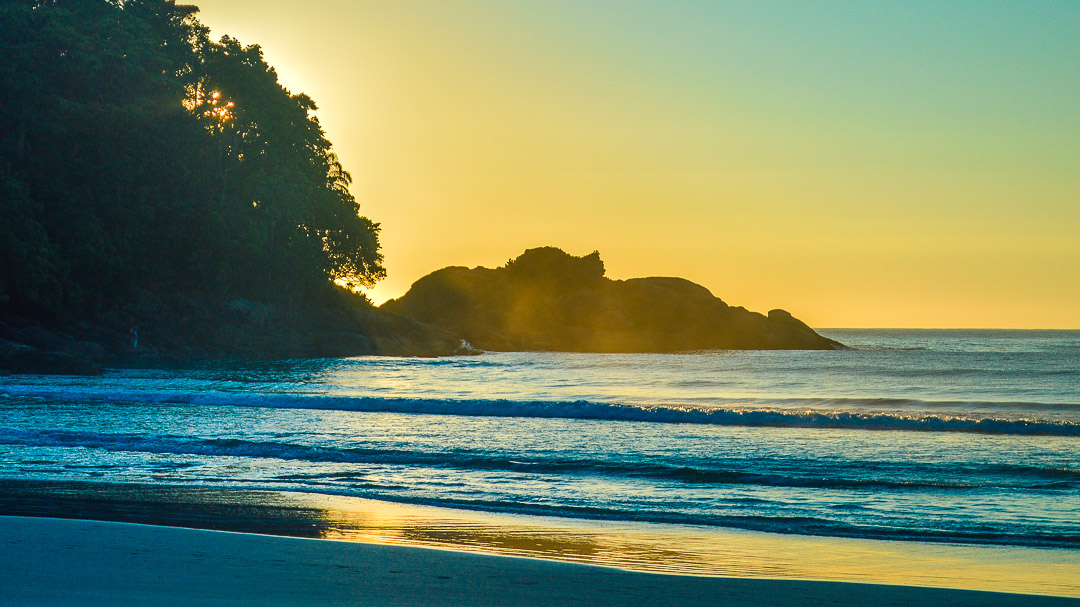
Nascer do sol